# Airbus VC-1A
O Avião Presidencial do Brasil é uma aeronave modelo Airbus A319CJ que foi adquirido pelo governo brasileiro no ano de 2005 ao custo de R$167 milhões. Foi montado em Hamburgo, Alemanha já com a pintura da FAB de VC1A, e batizado oficialmente de Santos-Dumont. Atualmente o avião é ocupado pelo atual Presidente do Brasil Luiz Inácio Lula da Silva, tendo sido anteriormente utilizado por Jair Bolsonaro, Michel Temer, Dilma Roussef e pelo próprio Luiz Inácio Lula da Silva durante seus primeiros mandatos.

## História
Em fins de 1999, após grave incidente durante viagem oficial do então Vice-Presidente Marco Maciel à China, o governo brasileiro decidiu não mais utilizar os antigos Boeing 707 da Presidência, conhecidos como "Sucatões", optando por fretar aeronaves conforme a agenda de compromissos internacionais. Os fretamentos passaram a ser feitos a partir de 2000 em aeronaves Airbus A330-300, alugadas da TAM, empresa que venceu licitação aberta pela FAB, em sistema de wet lease.
A partir de 2003, sob a justificativa de que os gastos com fretamentos eram elevados, e considerando a inviabilidade financeira em se manter em uso os antigos "Sucatões" como aeronaves para transporte da Presidência, o Governo Brasileiro optou por adquirir uma aeronave mais moderna para uso exclusivo em viagens oficiais, o modelo escolhido foi o Airbus A319 Corporate Jetliner - A319CJ, uma versão modificada do A319 operado no Brasil pelas empresas TAM e Avianca. O avião chegou ao Brasil em 15 de janeiro de 2005, após fazer escala em Toulouse, na França.
Houve grande polêmica à época a respeito da compra. O ex-governador Leonel Brizola apelidou o avião de "AeroLula", em uma alusão pejorativa ao presidente que a encomendou, devido a aspectos de "alto luxo" da aeronave.

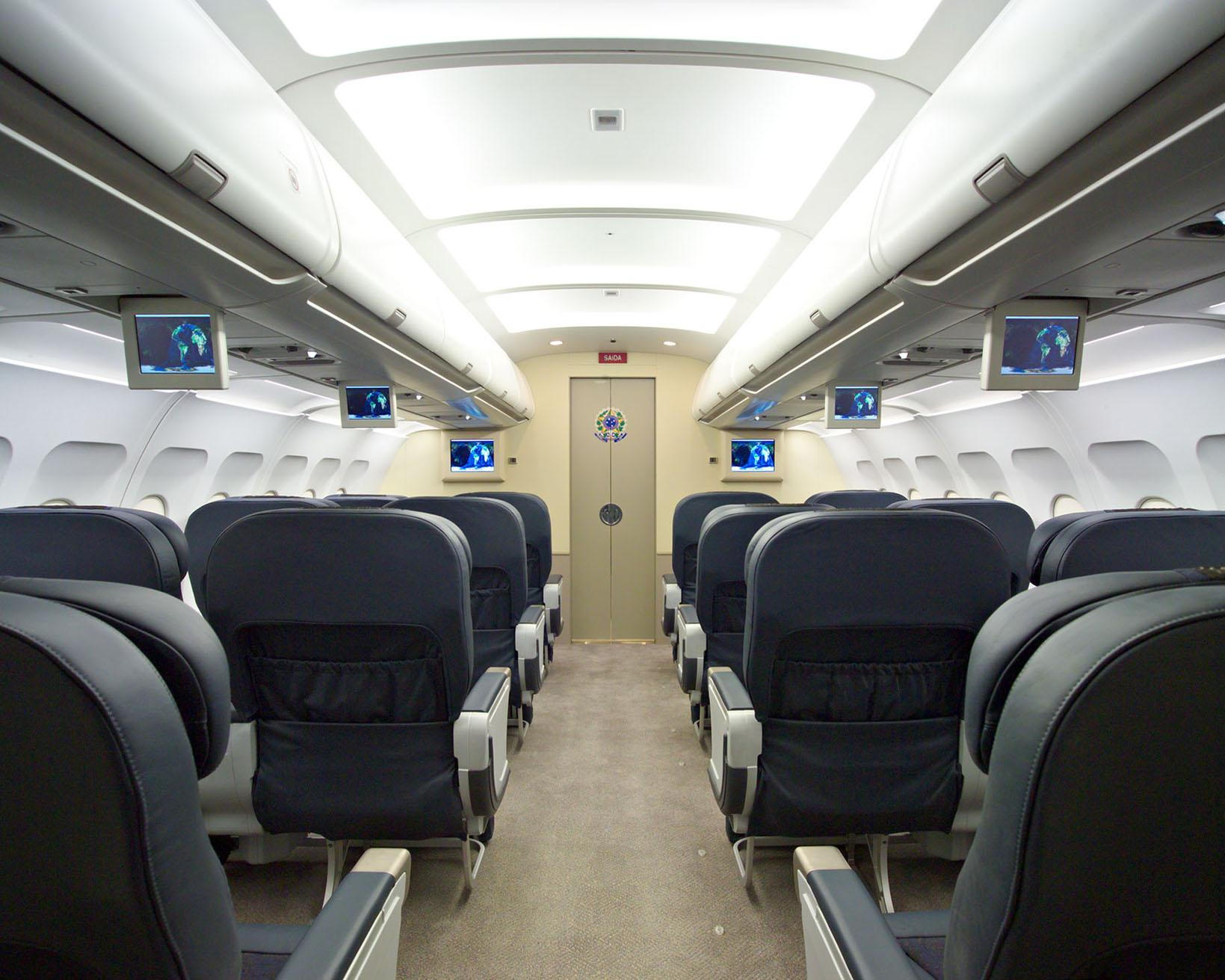
Assentos do Avião Presidencial.

## Aspectos do Avião Presidencial
O Avião Presidencial foi concebido pelo Governo Federal como uma aeronave militar, pronta para receber o Presidente da República em casos de instabilidade ou até mesmo ameaça de conflito armado.

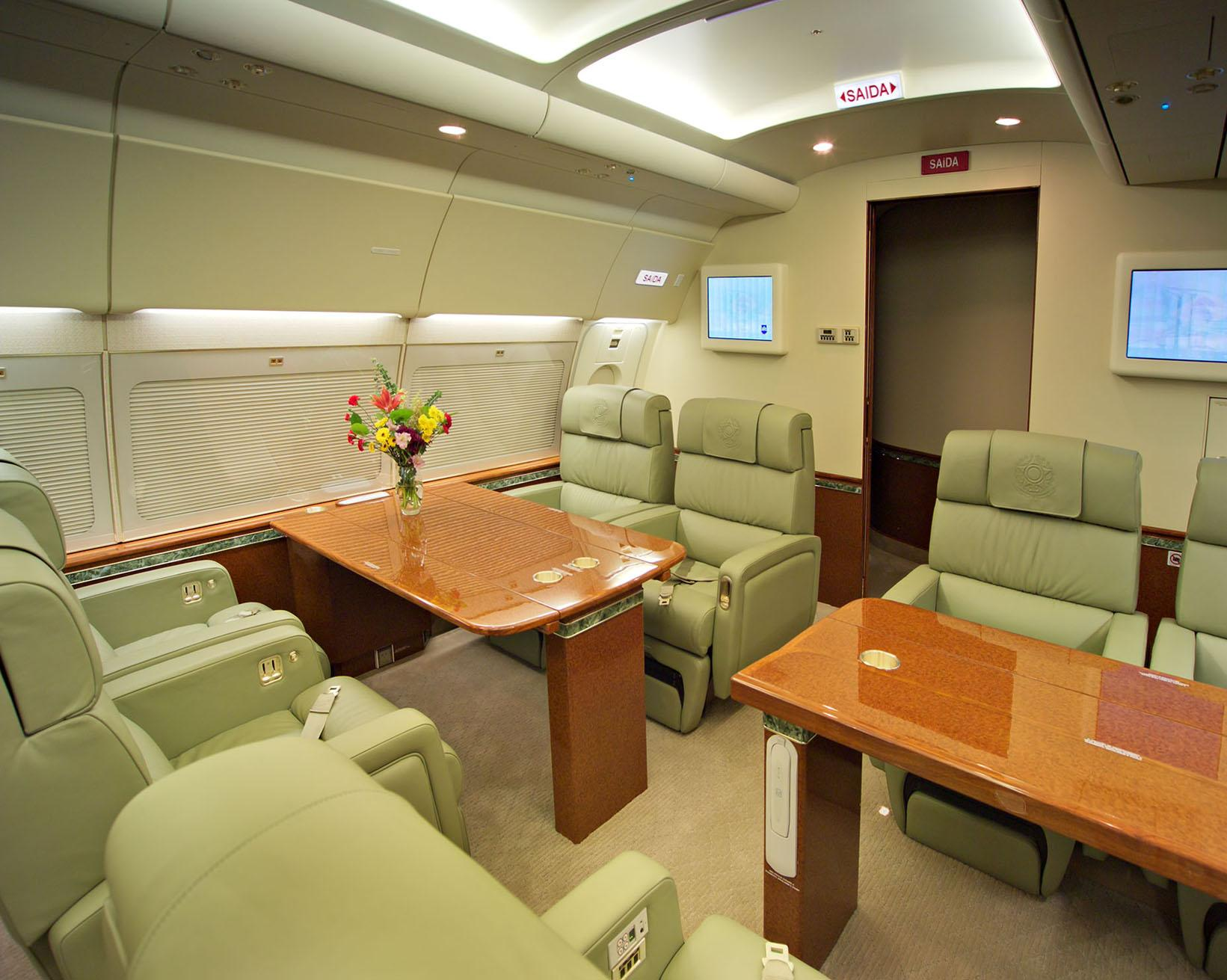
Interior da Ala Presidencial do avião, que pode ser utilizada para reuniões e demais compromissos do Presidente durante a viagem.

O VC-1A difere do A319 comercial sobretudo em sua configuração interna e em aparelhagem de segurança. A cabine é dividida em três seções separadas, sendo a primeira seção a área presidencial da aeronave, configurada com um escritório privado, uma suíte presidencial, uma sala de reuniões e um escritório de segurança. A aeronave também está equipada com uma Unidade de Cuidados Intensivos e comunicações por satélite. Ao todo o avião pode transportar até 45 passageiros.
A aeronave foi projetada para servir como um posto de comando aéreo, permitindo ao presidente conduzir plenamente seus deveres no ar em caso de instabilidade política ou conflito armado. Para tanto, o avião está equipado com uma série de capacidades militares de defesa, tais como contra-medidas eletrônicas de mísseis (Chaffs e Flares) e um sistema RWR (Radar Warning Receiver). Para garantir a proteção de informações confidenciais, a aeronave está vinculada ao SISCOMIS, sistema de transmissão de dados estratégicos via satélite da Força Aérea Brasileira, que pode ser utilizado para transferir dados entre a aeronave e Brasília.[carece de fontes]

## Cronologia dos Aviões Presidenciais[17]
- 1941 - Lockheed L-18 Lodestar C-66 FAB VC 66 - Adquirido por Getúlio Vargas;
- 1954 - Vickers Viscount FAB VC 90 - Foram adquiridos duas aeronaves no governo de Juscelino Kubitschek;
- 1968 - BAC 1-11 FAB VC 92 - Adquirido no governo do general Artur da Costa e Silva;
- 1976 - Boeing 737-200 FAB VC 96 - O general Ernesto Geisel adquiriu dois que depois foram apelidados de Sucatinha;
- 1986 - Boeing 707-320c FAB KC 137 - Foram adquiridas duas aeronaves por José Sarney e apelidadas de Sucatão;
- 2005 - Airbus A319CJ FAB VC1A - O atual Avião Presidencial do Brasil, para viagens transcontinentais, é o Airbus A319CJ. Foi encomendado em abril de 2004 entregue em Brasília em 15 de janeiro de 2005. Substituiu o defasado "Sucatão"